# Linden-Dahlhausen
Linden-Dahlhausen war eine Gemeinde und ein Amt im Kreis Hattingen in der preußischen Provinz Westfalen. Heute gehören die Ortsteile Dahlhausen und Linden zur kreisfreien Großstadt Bochum.

## Geographie

### Lage
Die Gemeinde Linden-Dahlhausen lag im Norden des Kreises Hattingen nördlich der Ruhr.

### Nachbargemeinden
Nachbargemeinden waren bei der Gründung der Gemeinde 1921 von Norden im Uhrzeigersinn Höntrop und Munscheid im Landkreis Gelsenkirchen, Weitmar im Landkreis Bochum, Baak, Winz, Dumberg, Altendorf, Horst und Eiberg im Kreis Hattingen.
Kurz vor der Eingemeindung im Jahr 1929 waren die Nachbargemeinden die kreisfreien Städte Wattenscheid und Bochum sowie die Gemeinden Winz, Altendorf und Königssteele im Kreis Hattingen.

## Geschichte

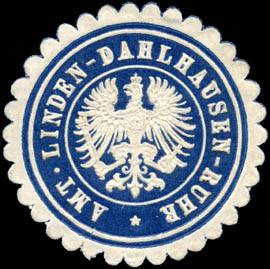
Siegelmarke Amt Linden-Dahlhausen

Die Gemeinde Linden-Dahlhausen wurde im Jahr 1921 durch den Zusammenschluss der bis dahin selbständigen Gemeinden Dahlhausen und Linden neu gebildet. Beide Gemeinden gehörten seit dem 1. Juli 1885 zum Kreis Hattingen, davor zum Kreis (ab dem 24. Mai 1876 Landkreis) Bochum. Mit Inkrafttreten des Gesetzes über die Neuregelung der kommunalen Grenzen im rheinisch-westfälischen Industriebezirke am 1. April 1926 kam ein kleines Gebiet der aufgelösten Gemeinde Königssteele hinzu. Am 1. August 1929 wurde Linden-Dahlhausen nach Bochum eingemeindet.

## Amt Linden-Dahlhausen
Die beiden Gemeinden Linden und Dahlhausen gehörten ursprünglich zum Amt Hattingen im Landkreis Bochum. Nach der Bildung des Kreises Hattingen wurden sie am 1. Juli 1886 aus dem Amt Hattingen herausgelöst und bildeten das neue Amt Linden-Dahlhausen. Nach dem Zusammenschluss von Linden und Dahlhausen bestand das Amt seit 1921 nur noch aus einer Gemeinde. Mit der Eingemeindung von Linden-Dahlhausen nach Bochum am 1. August 1929 erlosch auch das gleichnamige Amt.